# Wereldbeker schansspringen 2013/2014
De wereldbeker schansspringen 2013/2014 (officieel: FIS Ski Jumping World Cup presented by Viessmann) ging van start op 24 november 2013 in het Duitse Klingenthal en eindigde op 23 maart 2014 in het Sloveense Planica.
De Pool Kamil Stoch veroverde de algemene wereldbeker en de Sloveen Peter Prevc de wereldbeker skivliegen, het Oostenrijkse team won het landenklassement. De Japanse Sara Takanashi werd winnares van het wereldbekerklassement voor vrouwen, het Japanse vrouwenteam won het landenklassement.
Dit schansspringseizoen telde verschillende hoogtepunten, zo waren er de Olympische Winterspelen, de wereldkampioenschappen skivliegen en het Vierschansentoernooi. De schansspringer die op het einde van het seizoen de meeste punten had verzameld, won de algemene wereldbeker. De wedstrijden op de wereldkampioenschappen en de Olympische Winterspelen telden niet mee voor de algemene wereldbeker. 

## Mannen

### Kalender
| Datum                                                                            | Plaats                          | Schans                          | Opmerking                       | Eerste                                                                        | Tweede                                                                  | Derde                                                                             |
| -------------------------------------------------------------------------------- | ------------------------------- | ------------------------------- | ------------------------------- | ----------------------------------------------------------------------------- | ----------------------------------------------------------------------- | --------------------------------------------------------------------------------- |
| 23/11/2013                                                                       | Klingenthal                     | HS140                           | Team                            | Slovenië Jurij Tepeš Robert Kranjec Jaka Hvala Peter Prevc                    | Duitsland Andreas Wank Karl Geiger Andreas Wellinger Severin Freund     | Japan Daiki Ito Reruhi Shimizu Noriaki Kasai Taku Takeuchi                        |
| 24/11/2013                                                                       | Klingenthal                     | HS140                           |                                 | Krzysztof Biegun                                                              | Andreas Wellinger                                                       | Jurij Tepeš                                                                       |
| 29/11/2013                                                                       | Kuusamo                         | HS142                           |                                 | Gregor Schlierenzauer                                                         | Marinus Kraus                                                           | Thomas Morgenstern                                                                |
| 30/11/2013                                                                       | Kuusamo                         | HS142                           |                                 | Afgelast                                                                      | Afgelast                                                                | Afgelast                                                                          |
| 07/12/2013                                                                       | Lillehammer                     | HS100                           |                                 | Gregor Schlierenzauer                                                         | Taku Takeuchi                                                           | Richard Freitag                                                                   |
| 08/12/2013                                                                       | Lillehammer                     | HS138                           |                                 | Severin Freund                                                                | Anders Bardal                                                           | Daiki Ito                                                                         |
| 14/12/2013                                                                       | Titisee-Neustadt                | HS142                           |                                 | Thomas Morgenstern                                                            | Kamil Stoch                                                             | Simon Ammann                                                                      |
| 15/12/2013                                                                       | Titisee-Neustadt                | HS142                           |                                 | Kamil Stoch                                                                   | Simon Ammann                                                            | Noriaki Kasai                                                                     |
| 21/12/2013                                                                       | Engelberg                       | HS137                           |                                 | Jan Ziobro                                                                    | Kamil Stoch                                                             | Anders Bardal                                                                     |
| 22/12/2013                                                                       | Engelberg                       | HS137                           |                                 | Kamil Stoch                                                                   | Andreas Wellinger                                                       | Jan Ziobro                                                                        |
| Vierschansentoernooi 2014                                                        |                                 |                                 |                                 |                                                                               |                                                                         |                                                                                   |
| 29/12/2013                                                                       | Oberstdorf                      | HS137                           | Avond                           | Simon Ammann                                                                  | Anders Bardal                                                           | Thomas Diethart Peter Prevc                                                       |
| 01/01/2014                                                                       | Garmisch-Partenkirchen          | HS140                           |                                 | Thomas Diethart                                                               | Thomas Morgenstern                                                      | Simon Ammann                                                                      |
| 04/01/2014                                                                       | Innsbruck                       | HS130                           |                                 | Anssi Koivuranta                                                              | Simon Ammann                                                            | Kamil Stoch                                                                       |
| 06/01/2014                                                                       | Bischofshofen                   | HS140                           | Avond                           | Thomas Diethart                                                               | Peter Prevc                                                             | Thomas Morgenstern                                                                |
| Eindstand Vierschansentoernooi:                                                  | Eindstand Vierschansentoernooi: | Eindstand Vierschansentoernooi: | Eindstand Vierschansentoernooi: | Thomas Diethart                                                               | Thomas Morgenstern                                                      | Simon Ammann                                                                      |
| 11/01/2014                                                                       | Bad Mitterndorf                 | HS200                           | Avond                           | Noriaki Kasai                                                                 | Peter Prevc                                                             | Gregor Schlierenzauer                                                             |
| 12/01/2014                                                                       | Bad Mitterndorf                 | HS200                           |                                 | Peter Prevc                                                                   | Gregor Schlierenzauer                                                   | Noriaki Kasai                                                                     |
| 16/01/2014                                                                       | Wisła                           | HS134                           |                                 | Andreas Wellinger                                                             | Kamil Stoch                                                             | Michael Hayböck                                                                   |
| 18/01/2014                                                                       | Zakopane                        | HS134                           | Team                            | Slovenië Jurij Tepeš Robert Kranjec Jernej Damjan Peter Prevc                 | Duitsland Andreas Wank Richard Freitag Andreas Wellinger Severin Freund | Oostenrijk Michael Hayböck Manuel Poppinger Thomas Diethart Gregor Schlierenzauer |
| 19/01/2014                                                                       | Zakopane                        | HS134                           |                                 | Anders Bardal                                                                 | Peter Prevc                                                             | Richard Freitag                                                                   |
| 25/01/2014                                                                       | Sapporo                         | HS134                           | Avond                           | Peter Prevc                                                                   | Jernej Damjan                                                           | Noriaki Kasai                                                                     |
| 26/01/2014                                                                       | Sapporo                         | HS134                           |                                 | Jernej Damjan                                                                 | Peter Prevc                                                             | Noriaki Kasai                                                                     |
| 01/02/2014                                                                       | Willingen                       | HS145                           | Avond                           | Kamil Stoch                                                                   | Severin Freund                                                          | Jernej Damjan                                                                     |
| 02/02/2014                                                                       | Willingen                       | HS145                           |                                 | Kamil Stoch                                                                   | Severin Freund                                                          | Peter Prevc                                                                       |
| 7 tot en met 23 februari 2014: Olympische Winterspelen 2014 in Sotsji            |                                 |                                 |                                 |                                                                               |                                                                         |                                                                                   |
| 26/02/2014                                                                       | Falun                           | HS134                           |                                 | Severin Freund                                                                | Peter Prevc                                                             | Noriaki Kasai                                                                     |
| 28/02/2014                                                                       | Lahti                           | HS130                           |                                 | Severin Freund                                                                | Stefan Kraft                                                            | Kamil Stoch                                                                       |
| 01/03/2014                                                                       | Lahti                           | HS130                           | Team                            | Oostenrijk Thomas Diethart Stefan Kraft Michael Hayböck Gregor Schlierenzauer | Duitsland Andreas Wank Marinus Kraus Andreas Wellinger Severin Freund   | Noorwegen Anders Fannemel Andreas Stjernen Rune Velta Anders Bardal               |
| 02/03/2014                                                                       | Lahti                           | HS130                           |                                 | Kamil Stoch                                                                   | Severin Freund                                                          | Gregor Schlierenzauer                                                             |
| 04/03/2014                                                                       | Kuopio                          | HS127                           |                                 | Kamil Stoch                                                                   | Severin Freund                                                          | Anders Bardal                                                                     |
| 07/03/2014                                                                       | Trondheim                       | HS140                           |                                 | Anders Bardal                                                                 | Andreas Kofler                                                          | Noriaki Kasai                                                                     |
| 09/03/2014                                                                       | Oslo                            | HS134                           |                                 | Severin Freund                                                                | Anders Bardal                                                           | Kamil Stoch                                                                       |
| 14 tot en met 16 maart 2014: Wereldkampioenschappen skivliegen 2014 in Harrachov |                                 |                                 |                                 |                                                                               |                                                                         |                                                                                   |
| 21/03/2014                                                                       | Planica                         | HS139                           |                                 | Severin Freund                                                                | Anders Bardal                                                           | Peter Prevc                                                                       |
| 22/03/2014                                                                       | Planica                         | HS139                           | Team                            | Oostenrijk Stefan Kraft Andreas Kofler Thomas Diethart Gregor Schlierenzauer  | Polen Maciej Kot Piotr Żyła Klemens Murańka Kamil Stoch                 | Noorwegen Andreas Stjernen Tom Hilde Anders Fannemel Anders Bardal                |
| 23/03/2014                                                                       | Planica                         | HS139                           |                                 | Peter Prevc                                                                   | Severin Freund                                                          | Anders Bardal                                                                     |

### Eindklassementen
| Wereldbeker algemeen | Wereldbeker algemeen  | Wereldbeker algemeen | Wereldbeker algemeen |
| #                    | Naam                  | Land                 | Punten               |
| -------------------- | --------------------- | -------------------- | -------------------- |
| 1                    | Kamil Stoch           | POL                  | 1420                 |
| 2                    | Peter Prevc           | SLO                  | 1312                 |
| 3                    | Severin Freund        | GER                  | 1303                 |
| 4                    | Anders Bardal         | NOR                  | 1071                 |
| 5                    | Noriaki Kasai         | JPN                  | 1062                 |
| 6                    | Gregor Schlierenzauer | AUT                  | 943                  |
| 7                    | Simon Ammann          | SUI                  | 733                  |
| 8                    | Thomas Diethart       | AUT                  | 666                  |
| 9                    | Andreas Wellinger     | GER                  | 601                  |
| 10                   | Stefan Kraft          | AUT                  | 539                  |

| Wereldbeker skivliegen | Wereldbeker skivliegen | Wereldbeker skivliegen | Wereldbeker skivliegen |
| #                      | Naam                   | Land                   | Punten                 |
| ---------------------- | ---------------------- | ---------------------- | ---------------------- |
| 1                      | Peter Prevc            | SLO                    | 180                    |
| 2                      | Noriaki Kasai          | JPN                    | 160                    |
| 3                      | Gregor Schlierenzauer  | AUT                    | 140                    |
| 4                      | Simon Ammann           | SUI                    | 74                     |
| 5                      | Severin Freund         | GER                    | 72                     |
| 5                      | Jurij Tepeš            | SLO                    | 72                     |
| 7                      | Kamil Stoch            | POL                    | 69                     |
| 8                      | Jan Matura             | CZE                    | 60                     |
| 9                      | Robert Kranjec         | SLO                    | 58                     |
| 10                     | Anders Fannemel        | NOR                    | 56                     |

## Vrouwen

### Kalender
| Datum                                                                 | Plaats       | Schans | Opmerking | Eerste                 | Tweede                               | Derde             |
| --------------------------------------------------------------------- | ------------ | ------ | --------- | ---------------------- | ------------------------------------ | ----------------- |
| 07/12/2013                                                            | Lillehammer  | HS100  |           | Sara Takanashi         | Gianina Ernst Daniela Iraschko-Stolz |                   |
| 21/12/2013                                                            | Hinterzarten | HS108  |           | Sara Takanashi         | Daniela Iraschko-Stolz               | Irina Avvakoemova |
| 22/12/2013                                                            | Hinterzarten | HS108  |           | Sara Takanashi         | Irina Avvakoemova                    | Carina Vogt       |
| 04/01/2014                                                            | Tsjaikovski  | HS106  |           | Sara Takanashi         | Carina Vogt                          | Irina Avvakoemova |
| 04/01/2014                                                            | Tsjaikovski  | HS106  |           | Irina Avvakoemova      | Carina Vogt                          | Sara Takanashi    |
| 11/01/2014                                                            | Sapporo      | HS100  |           | Sara Takanashi         | Carina Vogt                          | Irina Avvakoemova |
| 12/01/2014                                                            | Sapporo      | HS100  |           | Sara Takanashi         | Coline Mattel                        | Irina Avvakoemova |
| 18/01/2014                                                            | Yamagata     | HS100  |           | Sara Takanashi         | Yuki Ito                             | Carina Vogt       |
| 19/01/2014                                                            | Yamagata     | HS100  |           | Sara Takanashi         | Carina Vogt                          | Bigna Windmüller  |
| 25/01/2014                                                            | Planica      | HS104  |           | Daniela Iraschko-Stolz | Sara Takanashi                       | Carina Vogt       |
| 26/01/2014                                                            | Planica      | HS104  |           | Daniela Iraschko-Stolz | Sara Takanashi                       | Carina Vogt       |
| 01/02/2014                                                            | Hinzenbach   | HS100  |           | Sara Takanashi         | Daniela Iraschko-Stolz               | Maja Vtic         |
| 02/02/2014                                                            | Hinzenbach   | HS100  |           | Sara Takanashi         | Daniela Iraschko-Stolz               | Julia Kykkänen    |
| 7 tot en met 23 februari 2014: Olympische Winterspelen 2014 in Sotsji |              |        |           |                        |                                      |                   |
| 01/03/2014                                                            | Râșnov       | HS100  |           | Sara Takanashi         | Maren Lundby                         | Yuki Ito          |
| 02/03/2014                                                            | Râșnov       | HS100  |           | Sara Takanashi         | Jessica Jerome                       | Evelyn Insam      |
| 08/03/2014                                                            | Oslo         | HS134  |           | Sara Takanashi         | Katja Požun                          | Yuki Ito          |
| 15/03/2014                                                            | Falun        | HS98   |           | Sara Takanashi         | Katja Požun                          | Yuki Ito          |
| 16/03/2014                                                            | Falun        | HS98   |           | Sara Takanashi         | Yuki Ito                             | Julia Kykkänen    |
| 22/03/2014                                                            | Planica      | HS139  |           | Sara Takanashi         | Yuki Ito                             | Julia Clair       |

### Eindklassement
| #  | Atleet                 | Land | Punten |
| -- | ---------------------- | ---- | ------ |
| 1  | Sara Takanashi         | JPN  | 1720   |
| 2  | Carina Vogt            | GER  | 806    |
| 3  | Yuki Ito               | JPN  | 759    |
| 4  | Irina Avvakoemova      | RUS  | 731    |
| 5  | Daniela Iraschko-Stolz | AUT  | 682    |
| 6  | Maja Vtič              | SLO  | 542    |
| 7  | Maren Lundby           | NOR  | 487    |
| 8  | Coline Mattel          | FRA  | 453    |
| 9  | Julia Kykkänen         | FIN  | 429    |
| 10 | Jessica Jerome         | USA  | 374    |

## Gemengd

### Kalender
| Datum      | Plaats      | Schans | Opmerking    | Eerste                                                | Tweede                                                                                                | Derde                                                        |
| ---------- | ----------- | ------ | ------------ | ----------------------------------------------------- | --- | ------------------------------------------------------------ |
| 06/12/2013 | Lillehammer | HS100  | Gemengd team | Japan Yuki Ito Daiki Ito Sara Takanashi Taku Takeuchi | Oostenrijk Jacqueline Seifriedsberger Thomas Morgenstern Daniela Iraschko-Stolz Gregor Schlierenzauer | Noorwegen Maren Lundby Rune Velta Anette Sagen Anders Bardal |

## Organisatie
De organisatie (Austria Ski Nordic Veranstaltungsgesellschaft m.b.H.) van de wereldbeker skivliegen van 11.01.2014 t/m 12.01.2014 in Bad Mitterndorf ontving een subsidie van € 105.000 van de deelstaat Stiermarken.